# Фіджійська кухня
Фіджійська кухня (англ. Fijian cuisine) — традиційна кухня, поширена на території Фіджі; є частиною традиційної кухні Океанії. Традиційні страви готуються, переважно, із продуктів, вирощених на фермах; насамперед це бульби та кокоси. У колоніальну епоху великого поширення набули рис, пшениця та чай. Кухня відома стравами з морепродуктів та різних зелених овочів, включаючи «ота» — молоді пагони лісової папороті та «біле» — рослина, що нагадує на смак шпинат. Великий вплив на фіджійську кухню зробили харчові традиції індійців, яких Британська імперія ввозила до колонії Фіджі як працівників.

## Харчові звички

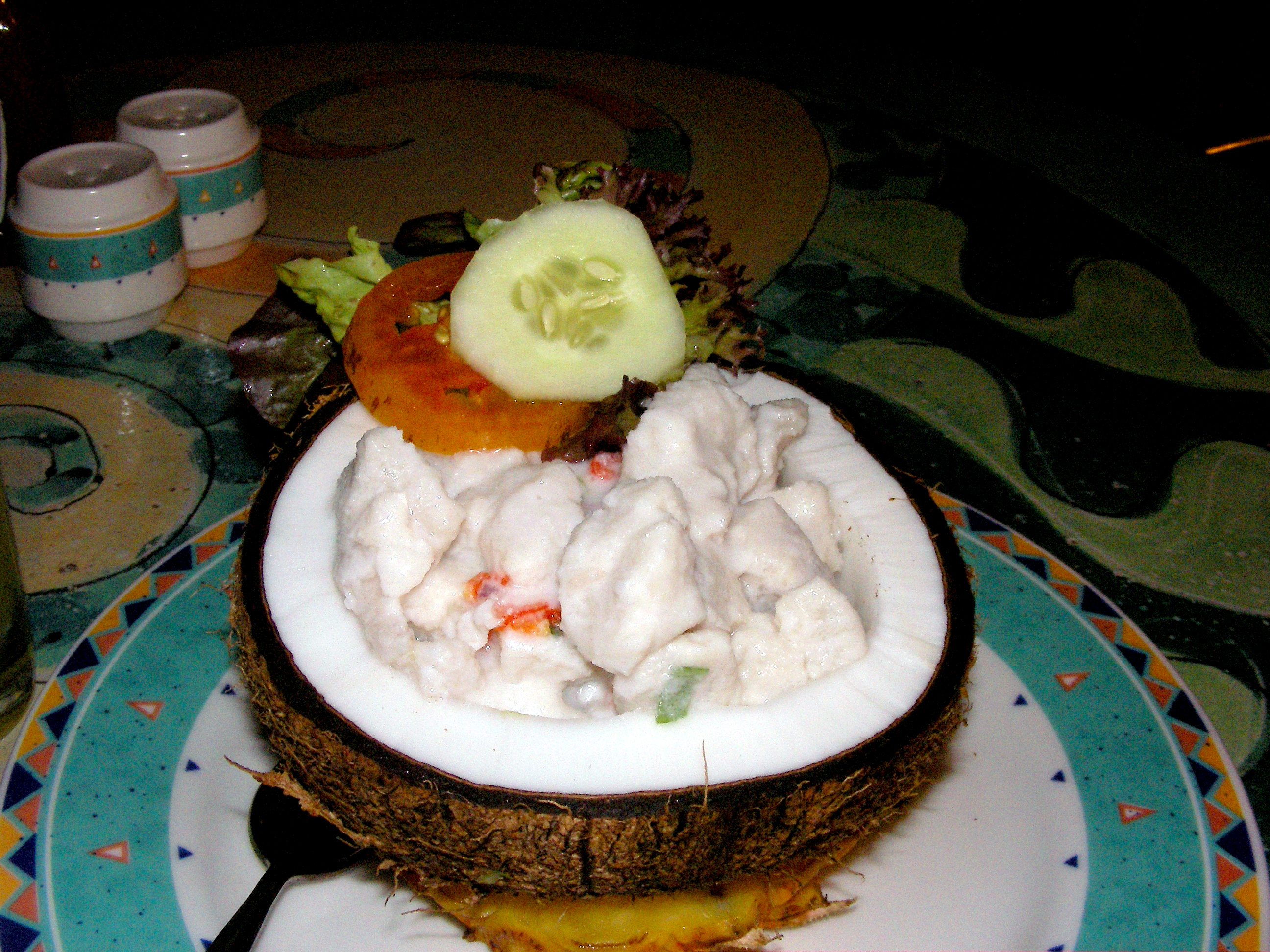
Кокода — сира риба в соусі та з овочами

Традиційний сніданок включає регіональні страви — роти і карі, відварене таро, рибний суп, іноді крекери з маслом, а також такі продукти, як хліб, пластівці, молоко, чай і кава. Харчування можна порівняти з харчуванням сусідніх острівних країн, таких як Самоа і Тонга. Широкий асортимент продуктів харчування доступний завдяки старим торговим шляхам, що охоплюють ці країни.
Популярні курятина та баранина, тоді як страви з яловичини та свинини готують у особливих випадках, таких як весілля. Ковбаски з баранини та курки, а також яйця часто є найдешевшими джерелами білка в домашніх умовах. Фіджійці отримують білок переважно з морепродуктів. Багато місцевих дітлахів із задоволенням вирушають на риболовлю, щоб перекусити. Для корінних народів, що мешкають уздовж узбережжя, прісноводні та морські креветки, мідії, молюски, морські їжаки, морські огірки, устриці, омари, риба, краби, восьминоги та кальмари протягом багатьох років були основним джерелом харчування. Протягом багатьох років їли черепах, проте через зміни харчових звичок і скорочення чисельності тварин уряд Фіджі жорстко обмежив або заборонив споживання багатьох видів, що перебувають під загрозою зникнення. Фіджійці не їдять акул, оскільки вважають, що вони уособлюють собою морського бога Дакукаку.
Кокосове молоко, морська вода, індійські спеції, цибуля, морква, часник, імбир, лайм, лимони, листя каррі та перець чилі є головними ароматизаторами, а соєвий та устричний соуси — популярними добавками, що вказує на китайський вплив.
Традиційний обід у селах складається з приготовлених на пару, що містять крохмаль, продуктів, таких як маніока або таро, а також супу та чаю, підсолодженого тростинним цукром. Індо-фіджійці їдять на обід традиційні страви з рису, дав і м'ясне чи овочеве карі із салатом чи чатні. Чай масалу — головний напій у багатьох індо-фіджійських сім'ях. Проте більшість містян звертаються до легкодоступних західних фаст-фудів, які наразі стають популярною їжею серед молодого покоління.
Традиційна вечеря часто є чимось вишуканим і м'ясним, наприклад, тушковане м'ясо, супи, карі, картопля фрі і навіть традиційні страви із земляної печі — лово (схожу на уму чи хангі). Зазвичай ці страви подають із простим салатом та рисом чи коренеплодами. Раціон фіджійців також ґрунтується на кормових продуктах, таких як лісові папороті та дикі трави, які зараз повсюдно продаються на продовольчих ринках. Такі трави, як коріандр та м'ята, широко використовуються для надання аромату як солодким, так і солоним стравам. Консерви становлять основні запаси комор; великою популярністю користуються консервована скумбрія, сардини, тунець, печена квасоля, солонина з яловичини та баранини, згущівка.

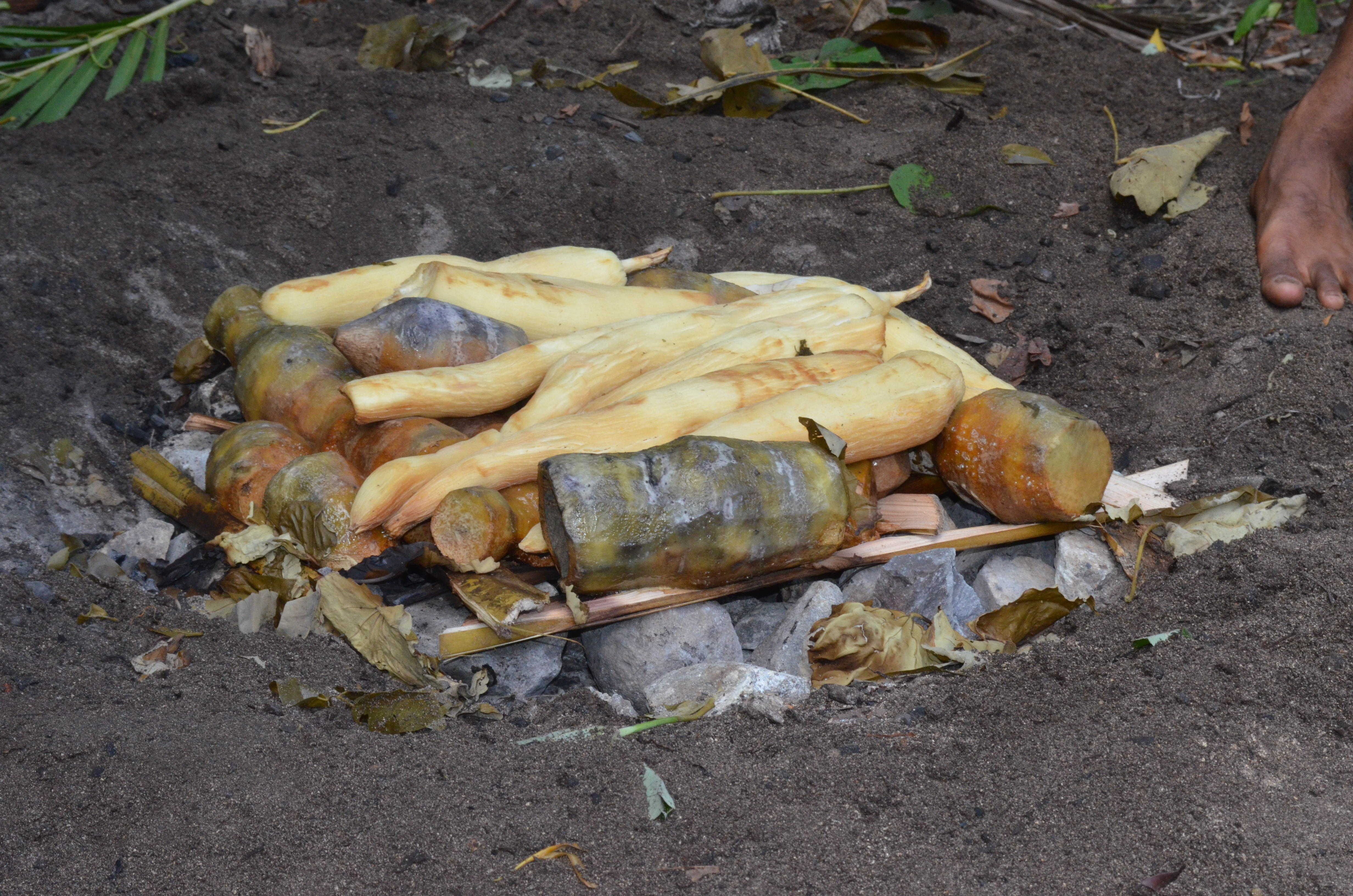
Лово — традиційний метод приготування їжі на розпеченому камінні під землею

У фіджійській кухні популярні закуски, які їдять між вживанням їжі — часто до ранкового та післяобіднього чаю. Не менш популярними є десерти. Десертні страви включають приготований на пару кокосовий пудинг, багатий на цукор і жири. Пудинг із паленого цукру (пурині чи пудині) — один із найпопулярніших пудингів фіджійської кухні. Своєю появою страва, швидше за все, зобов'язана британцям, враховуючи їхню любов до випічки та пудингу на пару. У більшості пудингів як основні інгредієнти використовуються кокосові вершки, карамелізований цукор, борошно і розпушувач. Суміш розливають формами і варять на пару 1-2 години. Для покращення смаку іноді додають корицю або родзинки. Іншим місцевим десертом є щільний пиріг, схожий на п'ятнистий дік, але приправлений кардамоном, імбиром, згущеним та кокосовим молоком та сиропом цукрової тростини. Його їдять у гарячому чи холодному вигляді, змастивши олією. Ще один популярний десерт — вакалоло, яке готують з тертої маніоки, імбиру, цукру, кардамону та кокосового молока. З суміші формують невеликі плоскі млинці, загортають у бананове листя і готують на пару. Страва включає безліч індійських спецій для посилення смаку. Великою популярністю у фіджійців користуються пироги із заварним кремом, гарбузом або ананасом.
При готуванні лово їжу загортають і готують протягом кількох годин на розпеченому камінні, засипаному землею і мішками. Як приправи до м'яса використовуються соєвий соус, часник, перець чилі та імбир. Рибу зазвичай готують на пару в листі таро з цибулею, часником, перцем чилі та кокосовим молоком; страва називається «Фіш-ін-лоло». Ще однією поширеною стравою для приготування печі лово є палусамі, популярним доповненням якого служать як вегетаріанські, і не вегетаріанські страви. Палусамі готують з молодого ніжного листя таро, кокосового молока, імбиру, часнику, перцю чилі, соку лайма, солі. Страва може включати рибу чи солонину з яловичини чи баранини. Палусамі також є основною стравою меню поряд з руру, аналогічним стравою з листя таро. Ямс, маніока та таро є головними продуктами при готуванні у лово, що містять крохмаль. Для їхнього приготування потрібно багато людей, чому надається особливе значення.

## Інгредієнти

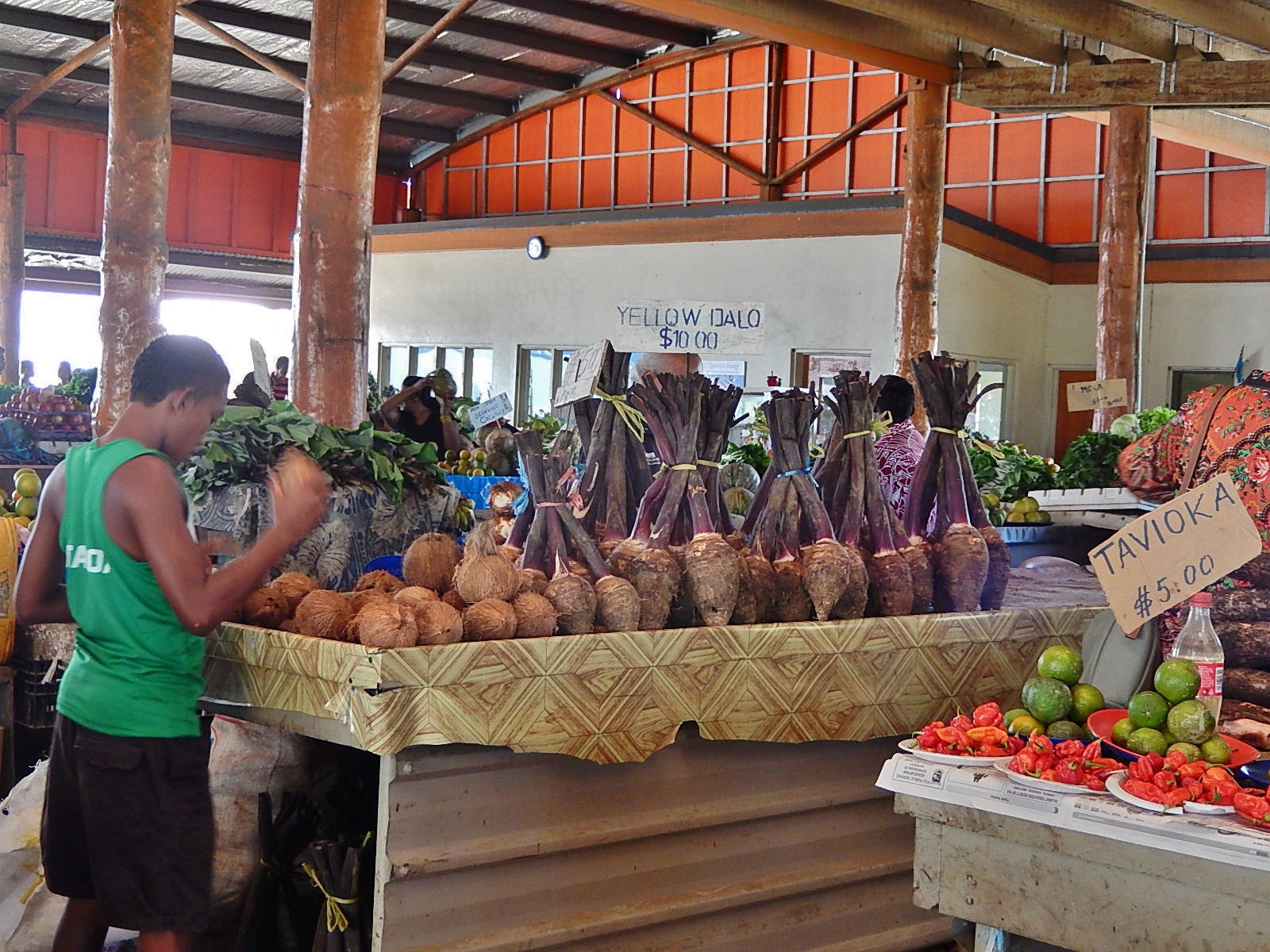
Таро та кокоси на ринку в Нанді

Таро — найважливіший продукт фіджійської кухні. Його коренеплоди доступні у 70 різних варіантах; деякі після приготування стають рожевими, жовтими або білими. Його можна вирощувати в будь-яких ґрунтових умовах. Таро є багатим джерелом клітковини.
Маніока або тавіока замінила ямс і наразі є основною культурою, що вирощується і споживається на Фіджі. Коренеплід варять у солоній воді до м'якості та їдять з рагу та карі.
Кумала зазвичай був основним продуктом харчування корінних мешканців Фіджі. Його привезли із Папуа-Нової Гвінеї. Його легко вирощувати, і він дає добрий урожай. Зараз кумала є найдешевшим із усіх коренеплодів. Його використовують при приготуванні супів, рагу чи карі.
Хлібне дерево — сезонний продукт. Його вирощують на городах у селах.
Рис був привезений індійськими іммігрантами та вирощується для внутрішнього використання на Фіджі.
Листя таро — руру, є найважливішою товарною культурою для фіджійських громад. Його використовують у повсякденній трапезі, а також у церемоніальних трапезах для приготування палусамі.
Беле — поживний зелений листовий овоч, поширений на островах Океанії. Листя є багатим джерелом вітамінів і мінералів, таких як залізо та магній, провітаміни А і С, а також містять дуже високий рівень фолієвої кислоти, важливої поживної речовини для вагітних і жінок, що годують.
Тубуа — ще один популярний овоч фіджійської кухні. Фіджійці також їдять листя гарбуза, маніоки та солодкої картоплі.
Особливе ставлення у місцевих мешканців до кокосу. Його вирощують у більшості прибережних районів. Кокос вживається у їжу, та відіграє важливу роль у економіці Фіджі.

## Напої
Національний напій Фіджі — янгона (іноді можна зустріти варіант «якона»), також званий в деяких тихоокеанських регіонах як «кава» (не плутати з нашою кавою). Цей безалкогольний напій, насичений флавоноїдами, раніше готували за особливою рецептурою з кореня янгона (кави) — чагарникової рослини з роду перцевих: просто розжовували коріння кави і залишали його у воді для настоювання. Його вплив на організм досить складний і сильно схожий з дією транквілізаторів, але через зовнішні ознаки сп'яніння, супроводжуючих його вживання, кава вважається алкогольним напоєм, тим більше що наслідки надмірного вживання кави і спиртових напоїв досить схожі. Крім того, в країні величезний вибір звичайних спиртових напоїв, як місцевих, так і імпортованих